# فيكتور أوربان
فيكتور أوربان (بالمجرية: Orbán Viktor) (ولد في 31-مايو 1963) هو محامٍ وسياسي مجري يشغل منصب رئيس وزراء المجر منذ عام 2010، وكان يشغل المنصب سابقًا بين عامي 1998 و2002. قاد حزب فيدس السياسي منذ عام 1993، مع انقطاع بين عامي 2000 و2003.
درس أوربان القانون في جامعة إيتفوس لوراند قبل دخوله عالم السياسة في أعقاب ثورات عام 1989. بعد مشاركته في حركة الطلاب المنشقين المجريين، أصبح معروفًا على المستوى الوطني بعد خطاب ألقاه عام 1989 طالب فيه علنًا القوات المسلحة السوفييتية بمغادرة جمهورية المجر الشعبية. بعد نهاية الشيوعية في المجر عام 1989، وتحول المجر إلى ديمقراطية ذات أحزاب متعددة في العام التالي، انتُخب أوربان لعضوية الجمعية الوطنية وقاد كتلة فيدس البرلمانية حتى عام 1993.
خلال فترة ولاية أوربان الأولى كرئيس للوزراء، بين عامي 1998 و2002، حين كان رئيسًا لحكومة ائتلافية محافظة، انكمش التضخم والعجز المالي وانضمت المجر إلى حلف شمال الأطلسي. كان أوربان زعيمًا للمعارضة بين عامي 2002 و2010. في عام 2010، انتُخب أوربان مرة أخرى رئيسًا للوزراء. تشمل القضايا المركزية خلال فترة رئاسة أوربان الثانية للوزراء الإصلاحات الدستورية والتشريعية المثيرة للجدل، ولا سيما التعديلات الدستورية المتكررة، بما في ذلك تعديلات عام 2013 على الدستور، بالإضافة إلى أزمة المهاجرين الأوروبية، وقانون الاتحاد الأوروبي، وجائحة كوفيد 19 في المجر. أعيد انتخابه في 2014 و2018 و2022. في 29 نوفمبر 2020، أصبح رئيس الوزراء الأطول خدمة في تاريخ البلاد.
منذ حكومة أوربان الثانية في عام 2010، وخلال فترة وجوده المتواصل في السلطة، عمل أوربان على الحد من حرية الصحافة، وإضعاف استقلال القضاء، وتقويض الديمقراطية التعددية، وهو ما يرقى إلى تدهور ديمقراطي خلال فترة حكمه. كثيرًا ما يصور نفسه كمدافع عن القيم المسيحية في وجه الاتحاد الأوروبي، الذي يزعم أنه معاد للقومية ومعاد للمسيحية. أدى اعتباره للاتحاد الأوروبي عدوًا سياسيًا واستخدام أموال الاتحاد لدهم حلفائه وأقاربه إلى اتهامات بأن حكومته تمثل كليبتوقراطية (حكم اللصوص). كما وصفها بأنها نظام هجين، ونظام حزب مهيمن، ودولة المافيا.
يدافع أوربان عن سياساته باعتبارها «ديمقراطية مسيحية غير ليبرالية». نتيجةً لذلك، تم تعليق عضوية فيدس في حزب الشعب الأوروبي اعتبارًا من مارس 2019؛ وفي مارس 2021، غادر فيدس حزب الشعب الأوروبي بسبب نزاع حول لغة جديدة لسيادة القانون في النظام الأساسي للأخير. في خطاب ألقاه في يوليو 2022، انتقد أوربان اختلاط الأعراق الأوروبية وغير الأوروبية، قائلًا: «نحن [المجريون] لسنا من عرق مختلط ولا نريد أن نصبح عرقًا مختلطًا». بعد يومين في فيينا، أوضح أنه كان يتحدث عن الثقافات وليس عن الجينات. شهدت فترة ولايته تحول حكومة المجر نحو ما أسماه «الديمقراطية غير الليبرالية»، في حين روج في الوقت نفسه للشكوكية الأوروبية ومعارضة الديمقراطية الليبرالية وإقامة علاقات أوثق مع الصين وروسيا.

## نشأته
وُلد أوربان في 31 مايو 1963 في سيكشفهيرفار لأسرة ريفية من الطبقة المتوسطة، وهو الابن الأكبر لرجل الأعمال والمهندس الزراعي أوربان غيوزي (من مواليد 1940)  ولديه شقيقان أصغر سنا، كلاهما من رجال الأعمال، جيوزو جونيور (مواليد 1965) وأرون (مواليد 1977). كان جده الأب، ميهالي أوربان، يمارس الزراعة وتربية الحيوانات. أمضى أوربان طفولته في قريتين قريبتين، وهما ألكساندوبوز وفيلكسيت في مقاطعة فيير والتحقوا بالمدرسة هناك وفي فيرتيساكسا  في عام 1977، انتقلت عائلته بشكل دائم إلى سيكشفهيرفار.
تخرج أوربان من مدرسة بلانكا تيلكي الثانوية في سيكشفهيرفار عام 1981، حيث درس اللغة الإنجليزية. بعد إكماله عامين من الخدمة العسكرية في جامعة أوتفوش لوراند في بودابست، كتب أطروحة الماجستير عن حركة التضامن البولندية. بعد التخرج في عام 1987، درس في سولنوك لمدة عامين، وفي عام 1989، انتقل للدراسة في كلية بيمبروك، في أكسفورد.

## بداية حياته المهنية
في 30 مارس 1988 ، كان أوربان أحد الأعضاء المؤسسين لـحزب فيديسز، ("تحالف الديمقراطيين الشباب") وكان أول متحدث رسمي لها، كانو أول أعضاء الحزب بمن فيهم أوربان معظمهم طلاب من كلية بيبو استفان للدراسات المتقدمة الذين عارضوا النظام الشيوعي،  في الكلية، حرر أوربان مجلة العلوم الاجتماعية Századvég ("نهاية القرن").
في 16 يونيو 1989 ، ألقى أوربان خطابا في ميدان الأبطال (بودابست) ، بمناسبة إحياء ذكرى رئيس الوزراء السابق إيمري ناج والشهداء الوطنيين الآخرين لـالثورة المجرية 1956 . في خطابه، طالب بإجراء انتخابات حرة وسحب القوات السوفيتية. جلبت له الكلمة إشادة وطنية وسياسية واسعة. في صيف عام 1989، شارك في محادثات المائدة المستديرة للمعارضة، مثل فيدسز بجانب لازلو كوفير رئيس البرلمان المجري الحالي.
أوربان في عام 1997 كزعيم للمعارضة:
عند عودته إلى الوطن من أكسفورد، تم انتخابه عضوًا في البرلمان من القائمة الإقليمية لحزبه في مقاطعة حزبه خلال الانتخابات البرلمانية عام 1990. تم تعيينه قائدًا لكتلة حزب فيديسز البرلمانية، حيث عمل بهذه الصفة حتى مايو 1993.
في 18 أبريل 1993 ، أصبح أوربان أول رئيس لـحزب فيديسز، ليحل محل المجلس الوطني الذي كان بمثابة قيادة جماعية منذ تأسيسه. تحت قيادته، تحول فيديسز تدريجياً من منظمة طلابية ليبرالية إلى حزب شعب يمين الوسط.

## فوزه بمنصب رئيس الوزراء (1998-2002).
في عام 1998 ، شكل أوربان ائتلافًا ناجحًا مع التجمع الديمقراطي الهنغاري (MDF) وحزب أصحاب الحيازات الصغيرة المستقلين (FKGP) وفازا في الانتخابات البرلمانية لعام 1998 بنسبة 42 ٪ من الأصوات الوطنية. أصبح أوربان ثاني أصغر رئيس وزراء له في سن الخامسة والثلاثين (بعد أندرس هيجدوس)، واستمرت ولايته من 1998 حتى عام 2002.

## فوزه بمنصب رئيس الوزراء (2010-الآن).
خلال الانتخابات البرلمانية لعام 2010 ، فاز حزب أوربان بنسبة 52.73 ٪ من الأصوات الشعبية، بأغلبية ثلثي المقاعد، مما أعطى أوربان سلطة كافية لتغيير الدستور. نتيجة لذلك، أضافت حكومة أوربان مقالًا يدعم الزواج التقليدي، والإصلاح الانتخابي المثير للجدل، والذي خفض عدد المقاعد في البرلمان المجري من 386 إلى 199 وأمر بتاريخ 1 سبتمبر 2010 بتأسيس وكالة إنفاذ قانون وإستخبارات جديدة وهي مركز مكافحة الإرهاب، فاز حزبه في الانتخابات البرلمانية لعام 2014 و2018 و2022 ايضاً.

## سياساته بشأن الهجرة غير الشرعية
تتبع الحكومة الهنغارية سياسات مكافحة الهجرة غير الشرعية تحت قيادته، منذ عام 2015، لمنع وصول طالبي اللجوء غير الشرعيين إلى اراضي جمهورية هنغاريا، ولقد أقامت المجر سياجًا عبر حدودها مع صربيا وكرواتيا، أدت هذه السياسات المناهضة للهجرة إلى صراعات مع الاتحاد الأوروبي بين مؤيد ومعارض لهذه السياسة، يأتي ذلك بعد حدوث موجة من الهجمات الإرهابية التي طالت مدن أوروبية عديدة مثل بروكسل وباريس ولندن ومحطة قطارات “دوسلدورف” في غرب ألمانيا وفي مدينة إسطنبول التركية وغيرها وعلى اثر ذلك صرحت الحكومة الهنغارية أن الإرهابيين يستغلون الهجرة غير الشرعية ليصلو إلى قارة أوروبا وهدفهم زعزعة أمن أوروبا ونشر الفوضى لذلك يجب ايقافهم.

## وصلات خارجية
- فيكتور أوربان على موقع IMDb (الإنجليزية)
- فيكتور أوربان على موقع الموسوعة البريطانية (الإنجليزية)
- فيكتور أوربان على موقع مونزينجر (الألمانية)
- فيكتور أوربان على موقع إن إن دي بي (الإنجليزية)
- فيكتور أوربان على موقع قاعدة بيانات الفيلم (الإنجليزية)
- فيكتور أوربان على موقع كينوبويسك (الروسية)